# Oadby
Oadby este un oraș în comitatul Leicestershire, regiunea East Midlands, Anglia. Orașul aparține districtului Oadby and Wigston.